# Лаптяйкин, Александр Николаевич
Александр Николаевич Лаптяйкин (16 декабря 1945, с. Средне-Красилово, Алтайский край — 6 августа 2024, Новосибирск) — главный архитектор ОАО ПИ «Новосибгражданпроект», Заслуженный архитектор РФ.

## Биография
В 1971 году окончил учёбу на архитектурном факультете Новосибирского инженерно-строительного института по специальности «Архитектор». После окончания учёбы в институте работал в проектных институтах «Томскгражданпроект», «Новосибгражданпроект», «Новосибирский государственный проектный институт» в должностях старшего архитектора, главного архитектора проектов, главного архитектора отдела, руководителя мастерской.
В качестве автора принимал участие в разработке проектов крупных общественных и промышленных зданий, градостроительных комплексов в различных городах: Новосибирске, Томске, Тобольске, Красноярске, Иркутске, Пензе, а также предприятий радиоэлектроники в г. Тбилиси, Баку, Киеве, Иркутске.
Архитектор Лаптяйкин — участник многих Всесоюзных, республиканских, отраслевых и городских конкурсов. Среди его творческих удач конкурсные проекты центров городов: Томска, Тобольска, Красноярска (1—2 премии), проект реконструкции Красного проспекта г. Новосибирска (2 премия). Проекты НИИ «Радиан» в г. Тбилиси, Научно-учебный центр в г. Киеве, завод ЭВТ в г. Иркутске отмечены первыми премиями отраслевых конкурсов.
Отмечены первыми премиями заказные городские конкурсы: "Проект делового комплекса «Берег», «Застройка квартала по ул. Коммунистической в г. Новосибирске».
В персональной творческой мастерской архитектора разработаны проекты строительства православных комплексов в городах: Прокопьевске, Рубцовске, Новосибирске.
Под его руководством разработан и реализован проект восстановления часовни «Святителя Николая» в г. Новосибирске (в авторской концепции архитектора П. А. Чернобровцева).
Творческим коллективом архитектурной мастерской Лаптяйкина разработаны концепция и проект застройки I очереди Ассоциации «Начало» в районе ул. Восход, а также концепция застройки ул. Большевистской в г. Новосибирске.
В течение многих лет Лаптяйкин совмещал творческую работу и руководство курсовым и дипломным проектированием в Новосибирском Архитектурном институте, а затем в Новосибирской архитектурно-художественной Академии (НГАХА).
Он трижды избирался в правление Новосибирской организации Союза Архитекторов РФ, входил в состав ревизионной комиссии Союза Архитекторов России.
С октября 1989 года работал в проектном институте «Новосибгражданпроект» в должностях: начальника мастерской и главного архитектора проектов.
В 2006 году удостоен звания «Заслуженный архитектор Российской Федерации»
В 2010 году назначен главным архитектором «Новосибгражданпроекта».
Увлечение — живопись.

### Смерть
Умер 6 августа 2024 года в Новосибирске в возрасте 78 лет.

## Избранные проекты и постройки
- Проект детальной планировки I очереди строительства п. Стрежевой Томской области.
- Проект застройки микрорайона № 3 г. Стрежевой Томской области.
- Проект строительства зоопарка в г. Новосибирске.
- Проект детальной планировки п. Линёво Новосибирской области (центральная часть).
- Проект строительства НИИ «Радиан» в г. Тбилиси.
- Проект строительства завода электронно-вычислительной техники в г. Тбилиси.
- Проект строительства завода электронно-вычислительной техники в г. Пензе.
- Проект строительства научно-учебного центра в г. Киеве.
- Эскизный проект расширения и реконструкции НИИ измерительных приборов в г. Новосибирске.
- Проект строительства завода электронно-вычислительной техники в г. Иркутске.

Проект удостоен Золотой медали Союза Архитекторов на смотре проектов и построек 1989 г.
- Проект расширения и реконструкции завода радиоаппаратуры в г. Баку.
- Проект застройки Центра культуры, досуга и предпринимательской деятельности в г. Новосибирске (ассоциация «Начало»).
- Эскизный проект I очереди строительства ассоциации «Начало» в г. Новосибирске.
- Эскизный проект комплекса Храма «Всех Святых в земле Российской просиявших» для г. Новосибирска.
- Рабочий проект на строительство комплекса православной церкви в г. Прокопьевске.
- Проект Восстановления часовни Николая Святителя в г. Новосибирске.
- Рабочий проект жилого дома с мастерскими архитекторов в г. Новосибирске.
- Рабочий проект на строительство комплекса Православной церкви в г. Рубцовске Алтайского края.
- Рабочий проект на строительство комплекса зданий ассоциации «Начало» в г. Новосибирске.
- Реконструкция квартала «Телецентр» в г. Новосибирске (эскизный проект).
- Банно-оздоровительный комплекс с офисным зданием по ул. Фабричная в г. Новосибирске.
- Эскизный проект торгово-развлекательного центра «Колизей» в г. Новокузнецке.
- Жилой комплекс по ул. Стартовая в г. Новосибирске.

## Награды
- Диплом второй степени за дипломную работу Проект «Историко-архитектурный музей при СО АН СССР» (апрель 1972 г.)
- Грамота участника смотра творчества молодых архитекторов (1977 год)
- Диплом I степени и золотая медаль союза архитекторов РСФСР «За высокое мастерство» (ноябрь 1989 г.)
- Диплом лауреата премии Совета министров СССР «За проектирование и строительство первой очереди комплекса НИИ „Радиан“ в г. Тбилиси» (август 1989 г.)
- За архитектуру комплекса завода электронно-вычислительной техники в г. Иркутске архитектор удостоен Диплома I степени и Золотой медали Союза архитекторов «За высокое зодческое мастерство» на Всероссийском смотре лучших проектов и построек в 1989 г.
- Диплом IX смотра-конкурса «Золотая капитель» "За проектирование и строительство «Мемориального комплекса в память погибших военно-служащих и выпускниках Новосибирского военного института внутренних войск МВД России» (декабрь 2004 г.)
- Диплом лауреата премии имени А. Д. Крячкова, выдающего зодчего Сибири IX смотра-конкурса «Золотая капитель» "За проектирование и строительство «Мемориального комплекса в память погибших военно-служащих и выпускниках Новосибирского военного института внутренних войск МВД России» (декабрь 2004 г.)
- Диплом IX смотра-конкурса «Золотая капитель» «За проектирование и строительство Православного храма-памятника погибшим шахтёрам г. Прокопьевска» (декабрь 2004 г.)
- Диплом IX смотра-конкурса «Золотая капитель» «За эскизный проект архитектурно-планировочного решения участка долины р. Каменка в Октябрьском районе г. Новосибирска» (декабрь 2004 г.)
- Диплом XIV смотра-конкурса «Золотая капитель» «За проект планировки Центральной части г. Новосибирска» (январь 2010 г.)